# Pierre Stockmans
Pour les articles homonymes, voir Stockman.
Pierre Stockmans (né en 1608 à Anvers et mort à Bruxelles en 1671) est un jurisconsulte, un universitaire, un magistrat, un diplomate, un écrivain de langue latine et un helléniste belge du XVIIe siècle.

## Biographie
Pierre Stockmans est en son temps l'un des rares hellénistes des Pays-Bas du Sud. Il enseigne le grec au fameux Collège des Trois-Langues à Louvain. À partir de 1633 il est titulaire durant dix ans de la chaire de droit à l'université de cette ville, dont il est par deux fois recteur : en 1633 et 1636.
Il abandonne l'enseignement supérieur le 27 mars 1643, date à laquelle il devient conseiller à la Cour Suprême de Brabant. En 1653, Pierre Stockmans devient garde des chartes du duché de Brabant et continue sa carrière en tant que surintendant de la justice aux armées. Mais il remplit surtout un rôle diplomatique important et est, en 1648, l'un des négociateurs du Traité de Münster. Il est également considéré comme un des chefs secrets du mouvement janséniste en Europe.
L'ensemble de l'œuvre de Pierre Stockmans est publié en 1700 à Bruxelles sous le titre « Opera Omnia ». Cette édition est ornée d'une belle gravure de l'auteur par Jacques Harrewyn. En 1783, Josse Le Plat, professeur à l'ancienne université de Louvain, réédite les Opera omnia de Pierre Stockmans.

## Œuvres
- Deductio ex qua probatur clarissimis argumentis, non esse ius deuolutionis in Ducatu Brabantiae, nec in aliis Belgii prouinciis, ratione principum earum, prout quidam conati sunt asserere
- Jus Belgarum circa bullarum pontificiarum receptionem, Leodii: apud Sebastianum Creel, 1645
- Defensio Belgarum contra evocationes et peregrina judicia, etc., Leodii: apud Sebastianum Creel, 1665
- Deductio ex qua clarissimis argumentis probatur contra Gallos non esse ius devolutionis in ducatu Brabantiae; nec in aliis Belgii provinciis, ratione principum eorum, prout quidam illorum conati sunt asserere. Das ist: deductions-schrifft in welcher wider die Frantzosen mit sonnenklaren grunden bewiesen wird. Dass derselben konige in dem hertzogthumb Brabant und andern Niederlandischen provincien kein recht der devolution oder heimfallung habe wie ihrer etliche zu behaupten sich unterstanden, S.l.: s.n., 1667
- Deductio ex qua probatur clarissimis argumentis, non esse jus devolutionis in ducatu Brabantiae, nec in aliis Belgi provinciis, ratione principum earum, prout quidam conati sunt afferre, Amstelodami : apud Petrum Le Grand, 1667
- Tractatus de jure devolutionis, authore D. Petro Stockmans, Amstelodami: apud Petrum Le Grand, 1667-1668
- Clarissimi Petri Stockmans Opera quotquot hactenus seperatim edita fuere omnia, nunc primum in vnum corpus collecta & emendatiora prodeunt, Bruxellis : typis Judoci de Grieck, apud portam lapideam, sub signo S. Huberti, 1686
- Clarissimi ac amplissimi viri d. Petri Stockmans Opera omnia, quotquot hactenus separatim edita fuere nunc primum in unum corpus collecta & emendatiora prodeunt, Bruxellis : apud Judocum de Grieck, apud Portam lapideam, sub signo S. Huberti. Apud Franciscum Serstevens, prope Templum pp. praedicatorum, 1700